# Le Crime de monsieur Benson

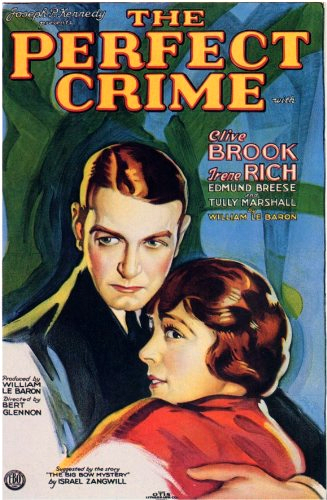

Le Crime de monsieur Benson (titre original : The Perfect Crime) est un film américain réalisé par Bert Glennon, sorti en 1928.
C'est l'un des premiers films parlants après Le Chanteur de jazz. Le scénario du film est inspiré du roman Le Mystère de Big Bow d'Israel Zangwill.

## Fiche technique
- Titre : Le Crime de monsieur Benson
- Titre original : The Perfect Crime
- Réalisation : Bert Glennon
- Scénario : Ewart Adamson, Victor Currier, Randolph Bartlett et William LeBaron d'après Le Mystère de Big Bow, roman d'Israel Zangwill
- Photographie : James Wong Howe
- Montage : Archie Marshek
- Pays de production : États-Unis
- Format : Noir et blanc - Mono
- Genre : Film policier
- Durée : 83 minutes
- Dates de sortie : 1928

## Distribution
- Clive Brook : Benson
- Irene Rich : Stella
- Ethel Wales : Mme Frisbie
- Carroll Nye : Trevor
- Gladys McConnell : Mme Trevor
- Edmund Breese : Wilmot